# Apen
Apen (niederdeutsch Aap) ist die westlichste Gemeinde im Landkreis Ammerland in Niedersachsen (Deutschland). Sie liegt inmitten der Parklandschaft Ammerland und dem ostfriesischen Fehngebiet.

## Geographie
Apen liegt in der zur Oldenburger Geest gehörenden naturräumlichen Einheit des Aper Geestrandes und bildet den Übergang von der Parklandschaft Ammerland in das ostfriesische Fehngebiet. Die Gemeinde befindet sich im Zuflussgebiet der Ems und noch im tideabhängigen Bereich; der Höhenunterschied zwischen Ebbe und Flut beträgt knapp einen Meter. In den vergangenen Jahrzehnten fanden umfangreiche Deichsicherungs- und Ausdeichungsmaßnahmen statt. Sie verhindern eine großflächige Überschwemmung des Gemeindegebietes in den Wintermonaten.
Die nächste Großstadt ist Oldenburg, etwa 28 km östlich von Apen.

### Nachbargemeinden
Die Gemeinde Apen grenzt, im Uhrzeigersinn, beginnend im Osten, an die Stadt Westerstede und die Gemeinde Edewecht im Landkreis Ammerland, an die Gemeinde Barßel im Landkreis Cloppenburg und an die Gemeinden Detern und Uplengen im Landkreis Leer.

### Gemeindegliederung
Die Gemeinde Apen ist unterteilt in Bauerschaften. Insgesamt 24 Ortsteile wurden neun Bauerschaften zugeordnet. Hierbei kommt es zur Besonderheit, dass einige Ortsteile wie Klauhörn, Lengenermoor und Nordloh-Kanal zwei Bauerschaften zugeordnet sind.
Die neun Bauerschaften der Gemeinde Apen:
- Apen mit Roggenmoor sowie Teilen von Klauhörn und Lengenermoor
- Augustfehn I
- Augustfehn II mit Augustfehn III sowie den nicht zu Apen gehörenden Teilen von Klauhörn und Lengenermoor
- Espern mit Aperfeld, Apermarsch, Godensholterweg, Klampen und Winkel
- Godensholt mit Godensholterfeld, Rothenmethen, Rinzeldorf
- Hengstforde mit Aperberg, Hengstforderfeld und Teilen von Nordloh-Kanal
- Nordloh mit Teilen von Nordloh-Kanal
- Tange mit Teilen von Nordloh-Kanal
- Vreschen-Bokel mit Bokelermoor und Holtgast

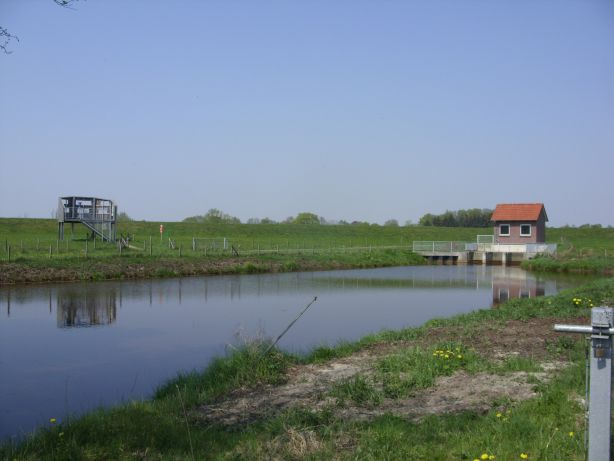
Aper Tief, im Hintergrund Aussichtsplattform und Schöpfwerk

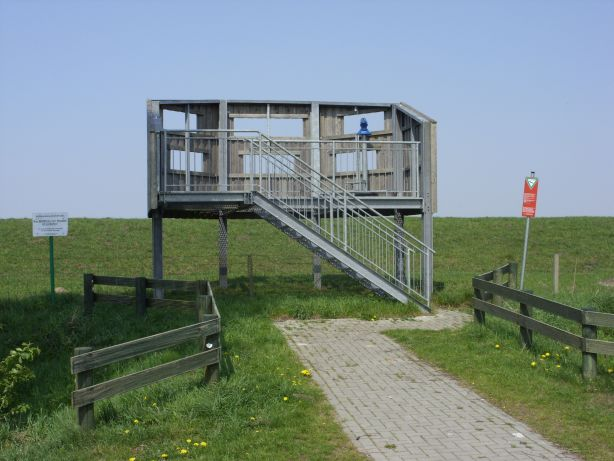
Aussichtsplattform am Aper Tief

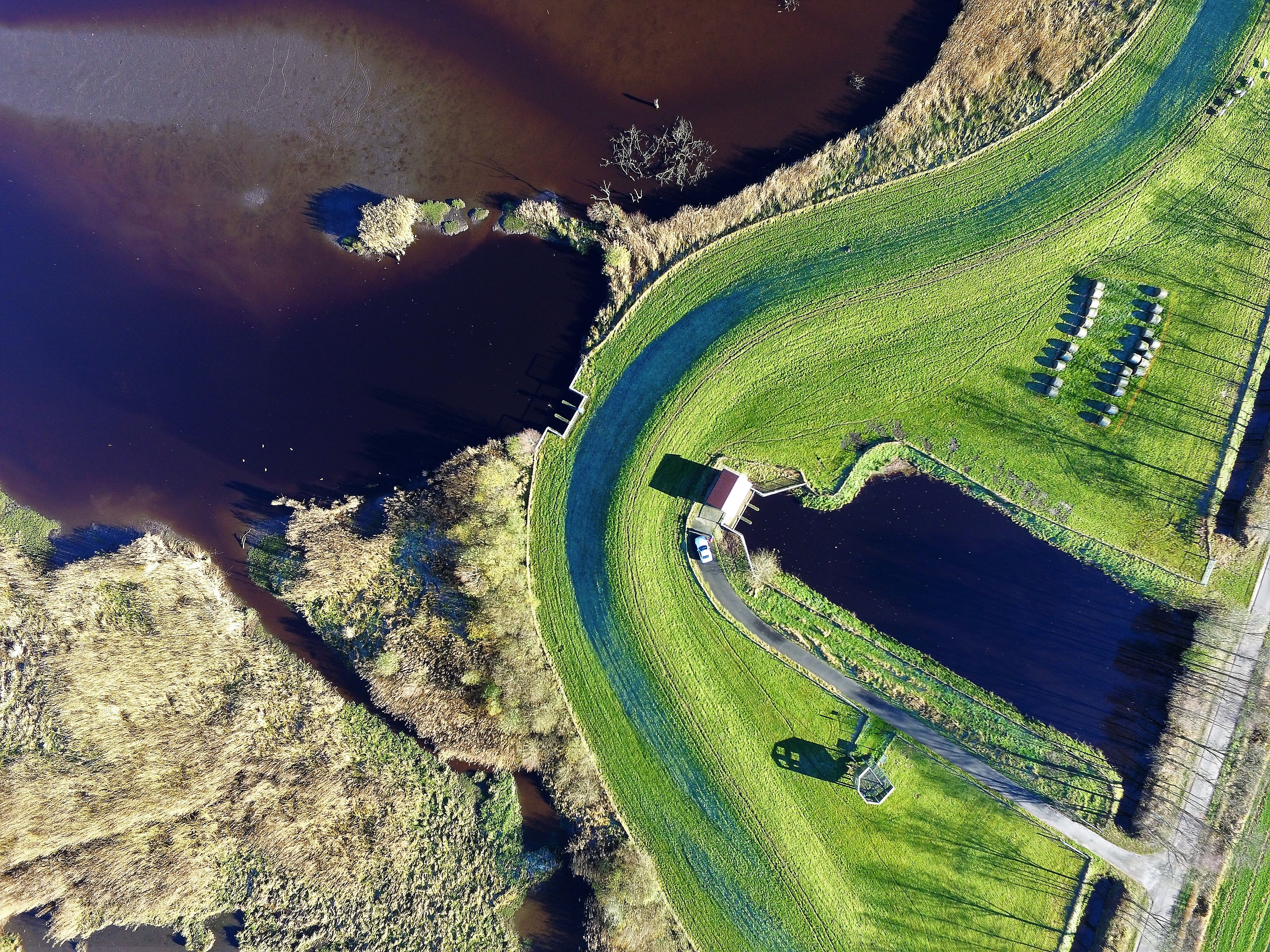
Die Aufnahme entstand im Ausdeichungs- und Naturschutzgebiet Hengstforderfeld am Deich unmittelbar an der Straße „Unterster Weg“ in der Nähe der Abzweigung „Turmstraße“.

### Klima und Natur
Die Landschaft der Gemeinde wird geprägt von kleinen geschwungenen Wasserläufen und schnurgeraden Kanälen, Fehnbrücken, grünen Deichen, historischen Wallhecken sowie dem einzigartigen Süßwasserwatt des Nordwestens. Durch die Nähe zur Nordsee herrscht ein ganzjährig gemäßigtes maritimes Klima. Allgemein sind Sommer und Herbst feuchter, Winter und Frühjahr dagegen etwas trockener. Durch die Gemeinde führen eine Reihe von Wasserläufen, die gezeitenabhängig über Jümme, Leda und Ems mit der Nordsee verbunden sind. Der 1840 zur Entwässerung des Moores und als zukünftiger Transportweg für die Industrialisierung begonnene Augustfehn-Kanal ist heute nicht mehr schiffbar. An ihm reihen sich die Ortsteile Augustfehn I, Augustfehn II und Augustfehn III. Seit der Sanierung 1999 unterliegt der Kanal der Tide.

### Ausdeichungsgebiete und Deichführung
- Apen/Hengstforde (ca. 70 ha)

Im Nordwesten der Gemeinde befinden sich die seltenen Süßwasserwatten. Sie wurden 2005 durch Rückverlegung eines Deiches geschaffen, um eine Retentionsfläche für mögliche Überschwemmungen aus dem Aper Tief zu bilden. Durch die regelmäßig durch Ebbe und Flut bedingte Überschwemmung einiger Geländeteile bildet sich eine eigene Flora und Fauna in dem als Naturschutzgebiet „Aper Tief“ ausgewiesenen Bereich.
- Vreschen-Bokel (ca. 40 ha)

Das gesamte Ausdeichungsgebiet ist als Naturschutz- oder als Landschaftsschutzgebiet geschützt. Der die ehemaligen Wiesen von Ost nach West durchziehende Mittelgraben wurde über einen neuen „Schloot“ mit dem Aper Tief verbunden. Dadurch konnte eine prielähnliche Struktur mit deutlicher Strömungsdynamik hergestellt werden, die einen Anschluss auch bei Niedrigwasser gewährleistet. Mit den naturnah gestalteten Abgrabungsgewässern und den regelmäßig überfluteten Flächen sind neue aquatische und amphibische Lebensräume entstanden, die u. a. der heimischen Fischfauna als Laich- und Aufwuchsgebiete zur Verfügung stehen. Eine entsprechend reiche Besiedlung wurde durch erste fischökologische Untersuchungen nachgewiesen. Außerdem weist die Anwesenheit zahlreicher „Fischräuber“ wie Grau- und Silberreiher, Kormoran, Haubentaucher und immer wieder auch Seeadler auf den Fischreichtum hin. Nicht zuletzt sind neue Nahrungshabitate für Wiesenvögel entstanden. Seit Ende der Brutzeit konnten neben zahlreichen Entenvögeln auch Bestände von Kiebitzen, Uferschnepfen, Bekassinen und anderen Watvögeln im Gebiet beobachtet werden.

## Geschichte
Erste geschichtliche Erwähnungen des Ortes finden sich um 1230, als die Ritter von Apen dem Grafen von Oldenburg Heerfolge leisteten. Damals war es ein wichtiger Grenzort am Wasser- und Landweg nach Ostfriesland. Um diese Zeit wurde die St. Nikolai-Kirche errichtet. 1340 wurde die erste Windmühle des Ammerlandes in Apen erbaut. Apen war für Jahrhunderte der bedeutendste ammerländische Festungsort gegen das ostfriesische „Ausland“. Im Jahre 1457 ging Apen in einer Fehde zwischen den Ostfriesen und Oldenburgern in Flammen auf. Auch in nachfolgenden Jahren kam es in Apen immer wieder zu Bränden, so zum Beispiel 1465, 1468, 1473. Die Festung zu Apen wurde 1538 vom Fürstbischof von Münster erobert. 1582 richtete Graf Johann von Oldenburg in Apen zwei Märkte ein. Der traditionelle Herbstmarkt wird noch heute jedes Jahr gefeiert. Am Aper Rathausmarkt wurde 2021 aus recyceltem Metall ein Reiterstandbild des vermeintlich wieder auferstandenen „Ritters von Apen“ errichtet. Die um 1515 errichtete Festung Apen wurde zwischen 1710 und 1730 zu einem Fort ausgebaut, das 1773–1780 geschleift wurde. Nur der ehemalige Festungsgraben ist heute noch vorhanden. Die Hengstforder Mühle wurde 1742 erbaut.
Besonderheit erlangte ab 1850 die neugegründete Moorkolonie Augustfehn I–III, heute der größte Ort der Gemeinde, mit einer umfangreichen Industrieentwicklung und Bedeutung für die Industrialisierung des 19. Jahrhunderts im Oldenburgerland (siehe Eisenhütte Augustfehn).

## Einwohnerentwicklung
Der Ort Apen selbst hat 2500 Einwohner. Bevölkerungsreichste Ortschaft der Gemeinde ist mit 2975 Einwohnern Augustfehn. Im Raumordnungsprogramm des Landkreises Ammerland bilden Apen und Augustfehn I zwei Grundzentren. Aufgeführt sind die Einwohner mit Haupt- oder Nebenwohnsitz.

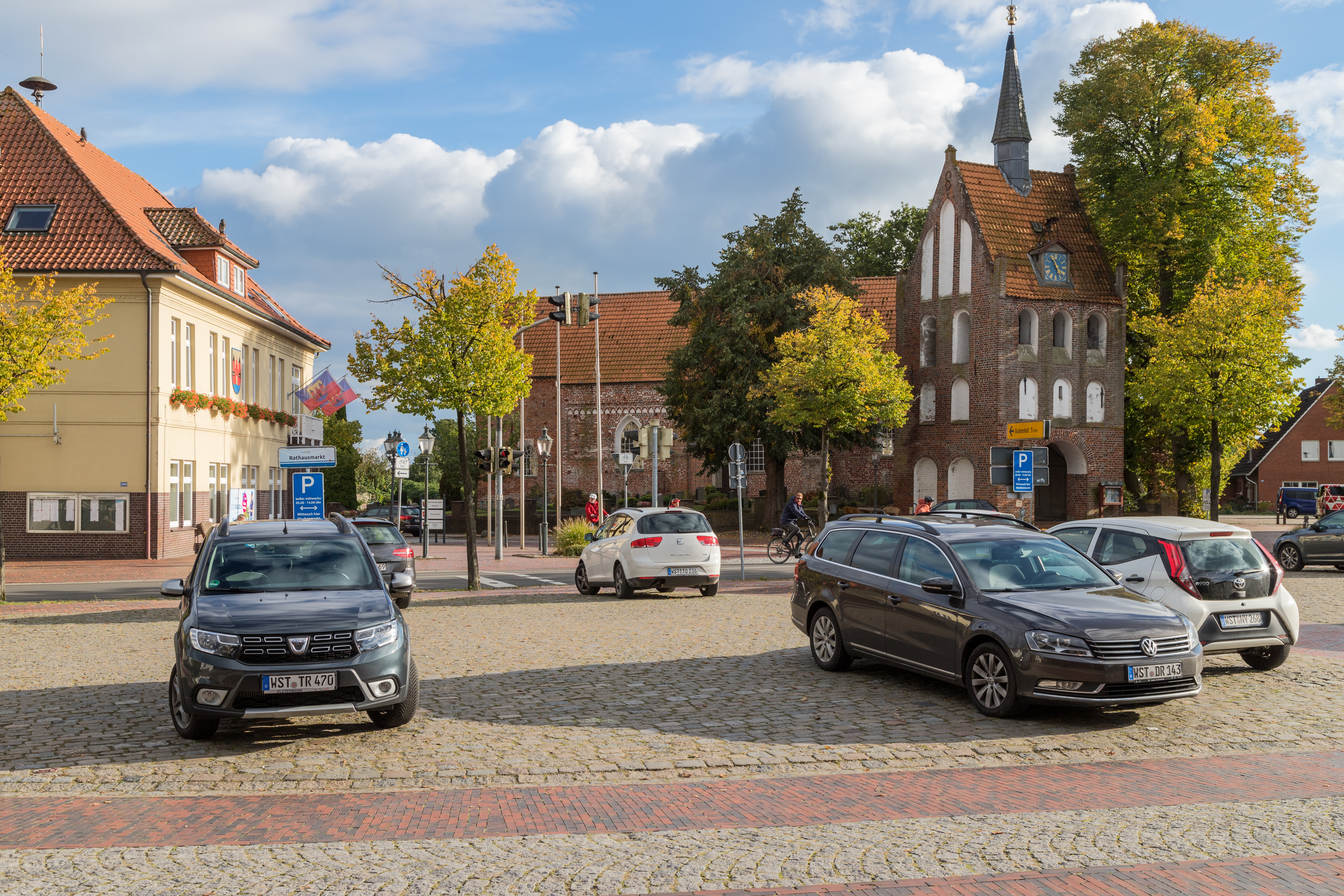
Rathausmarkt mit Rathaus, Kirche & Glockenturm

| Jahr | Einwohner |
| ---- | --------- |
| 1998 | 10.349    |
| 2005 | 10.989    |
| 2015 | 11.599    |
| 2020 | 12.065    |
| 2022 | 12.518    |

## Religionen
- Die Gemeinde Apen gehört zur Evangelisch-lutherischen Landeskirche Oldenburg und hier zum Kirchenkreis Ammerland. Sie hat ca. 8500 Gemeindeglieder, die von drei Pastoren versorgt werden.
- Die katholische Kapellengemeinde St. Johannes in Apen-Augustfehn und die Herz-Jesu Pfarrei in Westerstede wurden zu einer gemeinsamen Pfarrei zusammengelegt. Die ehemalige Gemeinde St. Johannes hat etwa 750 Gemeindemitglieder.
- Die Evangelisch-Freikirchliche Gemeinde (Baptisten) hatte 2021 149 getaufte Mitglieder (ohne Kinder und Freunde). 2006 gründet sie eine Zweiggemeinde in Ostrhauderfehn, die 2013 die Selbständigkeit erlangte.

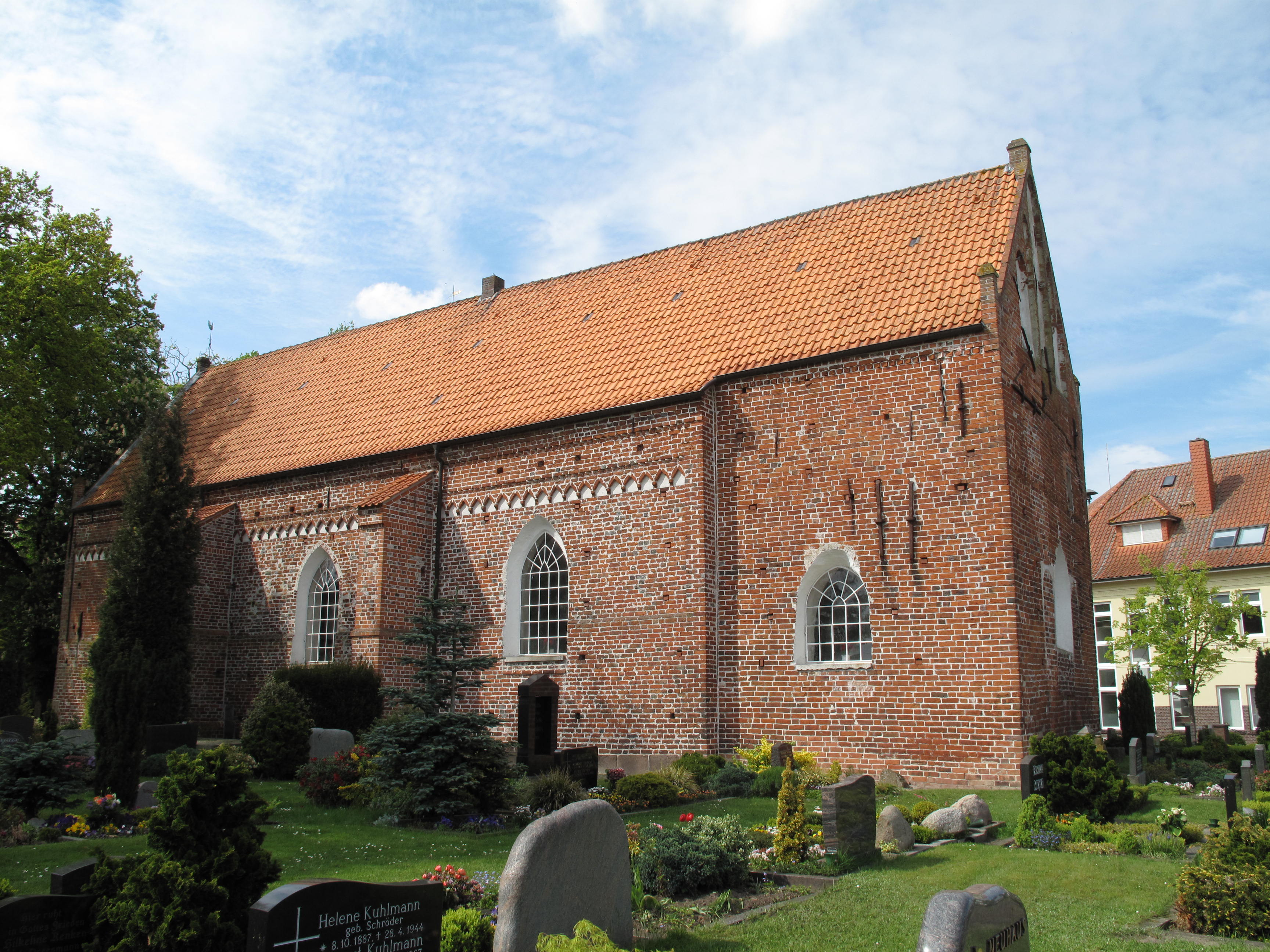
Apen, St.-Nikolai-Kirche
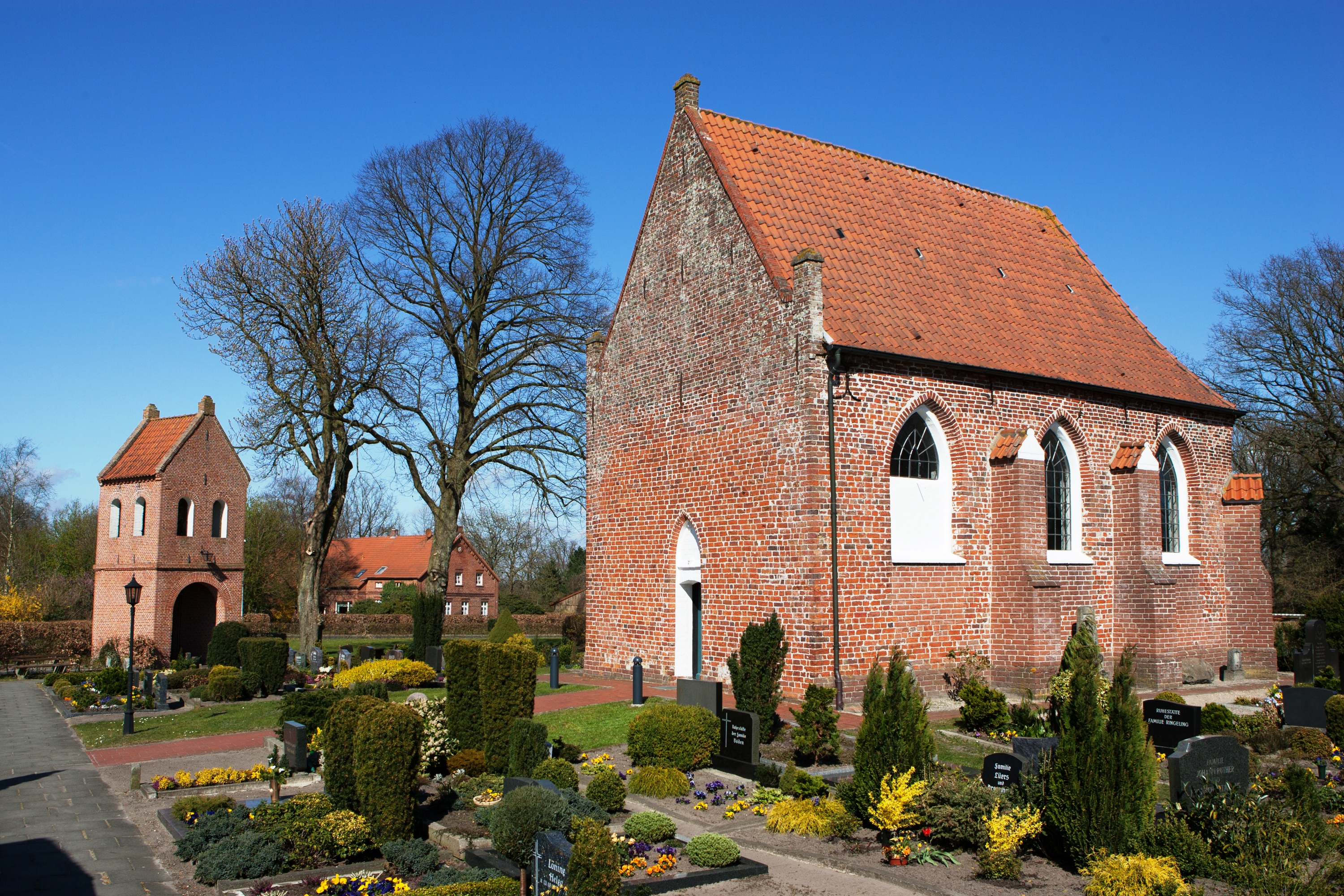
Kapelle Vreschen-Bokel

## Politik

### Gemeinderat
Der Rat der Gemeinde Apen besteht aus 28 Ratsfrauen und Ratsherren und dem hauptamtlichen Bürgermeister kraft seines Amtes. Die 28 Ratsmitglieder werden durch eine Kommunalwahl für jeweils fünf Jahre gewählt. Die aktuelle Amtszeit begann am 1. November 2021 und endet am 31. Oktober 2026.

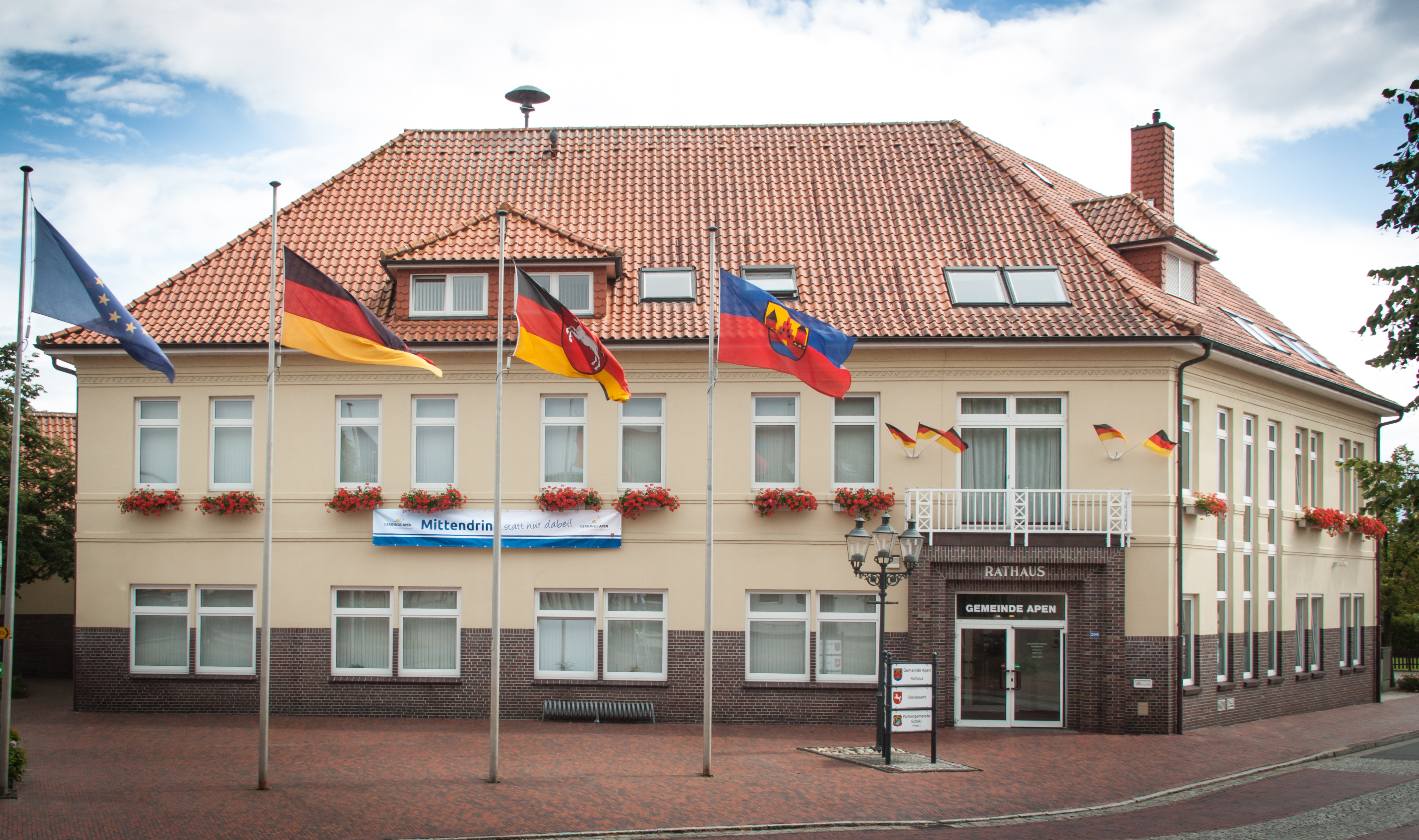
Gemeindeverwaltung Apen

Die letzte Kommunalwahl am 12. September 2021 ergab das folgende Ergebnis:

Gemeinde Apen Wappen

Apen Flagge

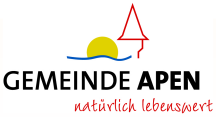
Apen Signet

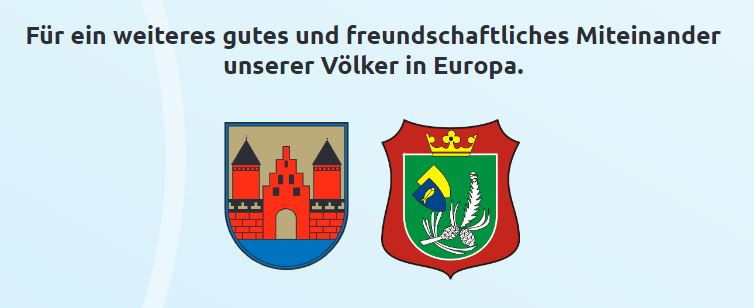
Wappen der Partnergemeinden

| Partei              | 12. Sept. 2021  | 12. Sept. 2021  | 12. Sept. 2021  |
| ------------------- | --------------- | --------------- | --------------- |
| SPD                 | 25,96 %         | 4.454 Stimmen   | 7 Sitze         |
| UWG                 | 43,11 %         | 7.396 Stimmen   | 12 Sitze        |
| CDU                 | 16,45 %         | 2.823 Stimmen   | 5 Sitze         |
| GRÜNE               | 6,11 %          | 1.049 Stimmen   | 2 Sitze         |
| Die Linke           | 3,70 %          | 634 Stimmen     | 1 Sitz          |
| FDP                 | 2,63 %          | 451 Stimmen     | 1 Sitz          |
| FWG Wir Ammerländer | 1,47 %          | 253 Stimmen     | -               |
| LKR Niedersachsen   | 0,57 %          | 97 Stimmen      | -               |
| Wahlbeteiligung     | 5.861 von 9.776 | 5.861 von 9.776 | 5.861 von 9.776 |
| Wahlbeteiligung     | 59,95 %         |                 |                 |

### Hauptamtliche Bürgermeister/Gemeindedirektoren
seit Gründung der Bundesrepublik Deutschland
- 1949 bis 1953: Ernst Buhrke
- 1953 bis 1984: Karl Janßen
- 1984 bis 2002: Willi Epkes
- 2002 bis 2011: Hans-Otto Ulken
- seit 1. November 2011: Matthias Huber

### Ehrenbürgermeister
Durch Beschluss des Rates der Gemeinde Apen vom 19. Oktober 2021 wurde Johann Hasselhorst aufgrund seiner 20-jährigen Tätigkeit als ehrenamtlicher stellvertretender Bürgermeister
die Ehrenbezeichnung des „Ehrenbürgermeisters“ der Gemeinde Apen verliehen.

### Wappen
Das Wappen der Gemeinde zeigt eine stilisierte Abbildung der ehemaligen Festung zu Apen. Die Türme sollen die Festung darstellen und das Tor mit dem für die Aper Festung typischen Zackengiebel flankieren. Das Blau soll den Burggraben und die von Flüssen und Kanälen durchzogene Landschaft darstellen. Das Rot stellt die überwiegende Bauweise in roten Ziegelsteinen dar; die Festung war aus Ziegelsteinen und die Kirchen in der Gemeinde sind aus diesen Steinen gemauert. Das Schwarz ist Symbol der früheren Industrieansiedlung im westlichen Gemeindeteil. Das Gold wurde gewählt, um einen Hintergrund zu haben, der diese Farben untermalt. Außerdem stimmen diese Farben mit denen des Landkreises Ammerland überein.
Die heraldische Beschreibung des Wappens lautet:

„In Gold über blauem Schildfuß ein rotes, von zwei Türmen flankiertes Festungstor mit schwarzen Dächern und Fenstern.“

### Flagge
Die Streifenflagge zeigt in der oberen Hälfte die Farbe blau und in der unteren Hälfte die Farbe rot. Die Mitte der Flagge ist mit dem Gemeindewappen belegt. Die blaurote Flagge erinnert an die Zugehörigkeit zum Landkreis Ammerland und dem Oldenburger Land in Niedersachsen.

### Signet
2004 wurde das Signet der Gemeinde entwickelt. Es zeigt eine aufgehende Sonne, eine angedeutete Welle für die Wasserzüge und einen stilisierten roten Turm, welcher sowohl die Aper Festung, als auch die Eisenhütte in Augustfehn symbolisiert.

### Gemeindepartnerschaft
Die Gemeinde führt seit 1997 eine Partnerschaft mit der polnischen Gemeinde Gizałki im Landkreis Plescew, der wiederum Partnerlandkreis des Landkreises Ammerland ist.
Vor einigen Jahren wurde der Verein zur Förderung der partnerschaftlichen Zusammenarbeit zwischen den Gemeinden Apen und Gizalki e. V. gegründet.

## Kultur und Sehenswürdigkeiten

### Kunst
- Augustfehner Puddelöfen am Eisenhüttenplatz, Erinnerung an die Raseneisenerzverhüttung
- Die Späher, Eisenstatue an der Staaßen-Brücke, Augustfehn
- Büste des Großherzogs Paul Friedrich August von Oldenburg, Namenspate von Augustfehn
- Kunstgalerie Eisenhütte
- Aper Brückenbauer, eine Bronzeplastik auf Granitstelen zur Würdigung von bürgerschaftlichem Engagement
- Mehrgenerationen Platz „Lütje Festung“ mit Springbrunnen als Erinnerung an die Festung Apen
- Friedenseiche von 1874 in Godensholt nach dem deutsch-französischen Krieg (1870–1871), siehe auch Liste Friedenseiche
- Skulpturen der „Aper Lieblingsorte“ vom Oldenburger Künstler Jörg Ridderbusch (u. a. Reiterstandbild des „Ritters von Apen“ auf dem Rathausmarkt). Die Kunstwerke aus Stahl sollen an die Industrievergangenheit erinnern, in jede Skulptur ist eine Weltkugel eingebaut.[10]

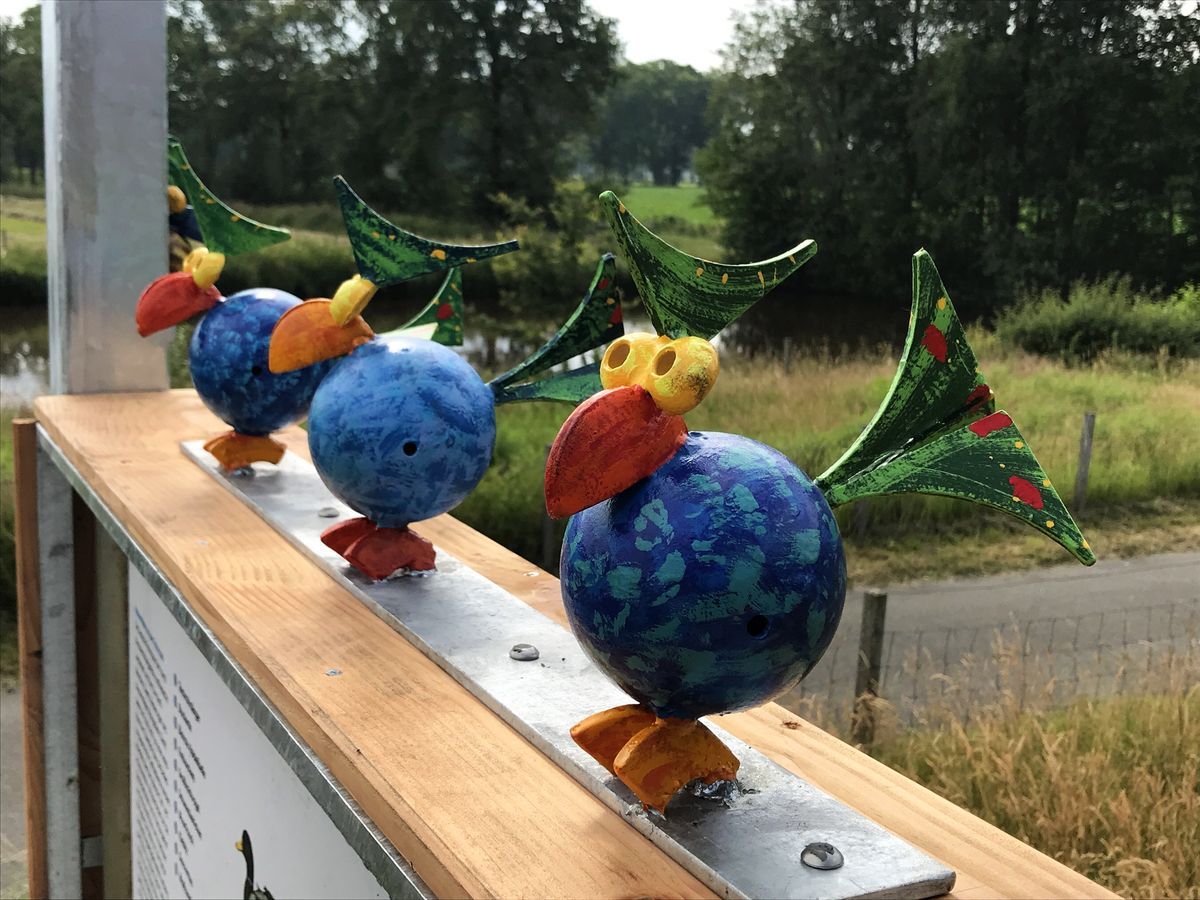
Bunte Vogelschar-Aussichtsplattform, Apermarsch
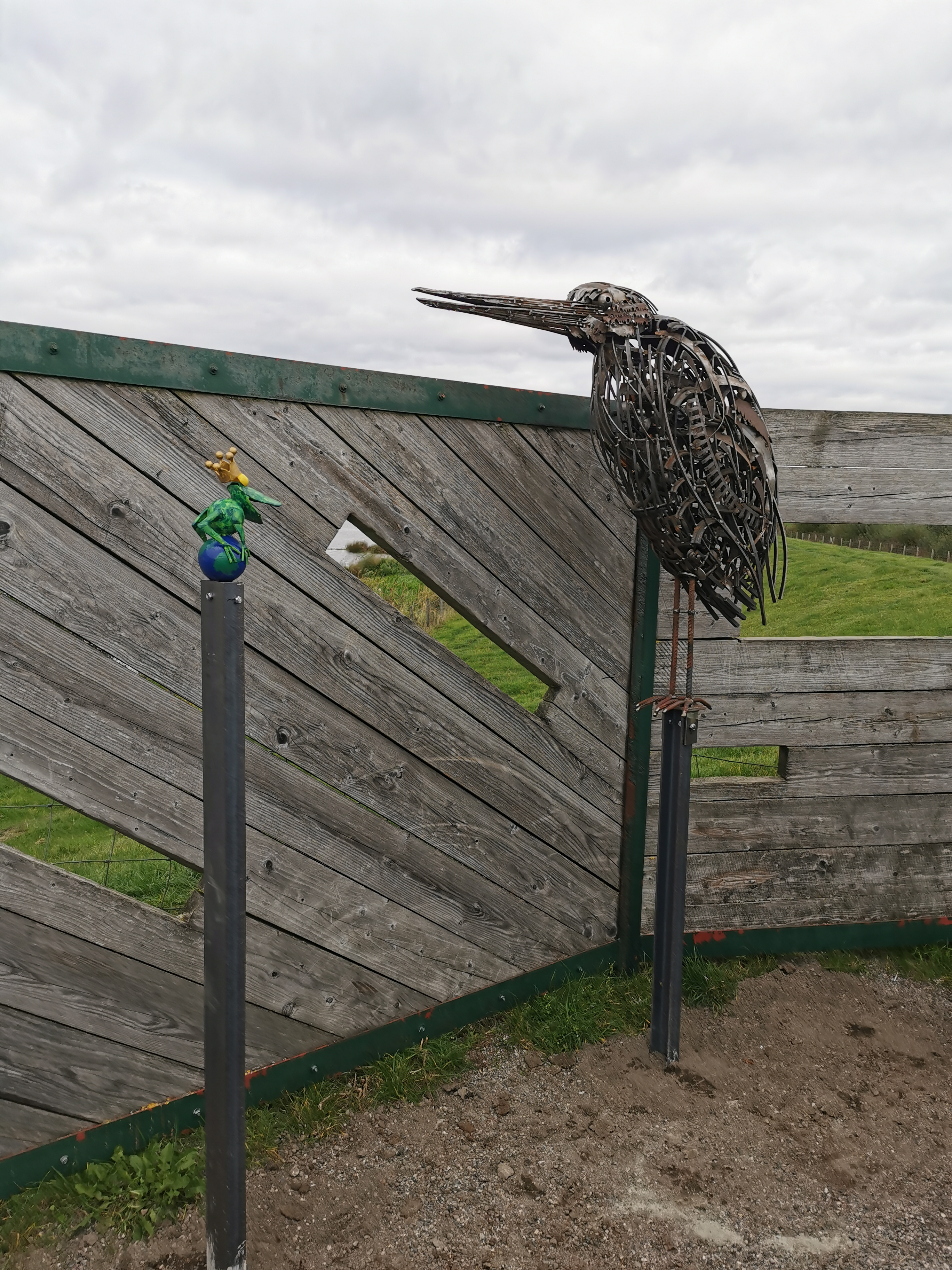
Fischreiher und Frosch-Aussichtsplattform, Holtgast
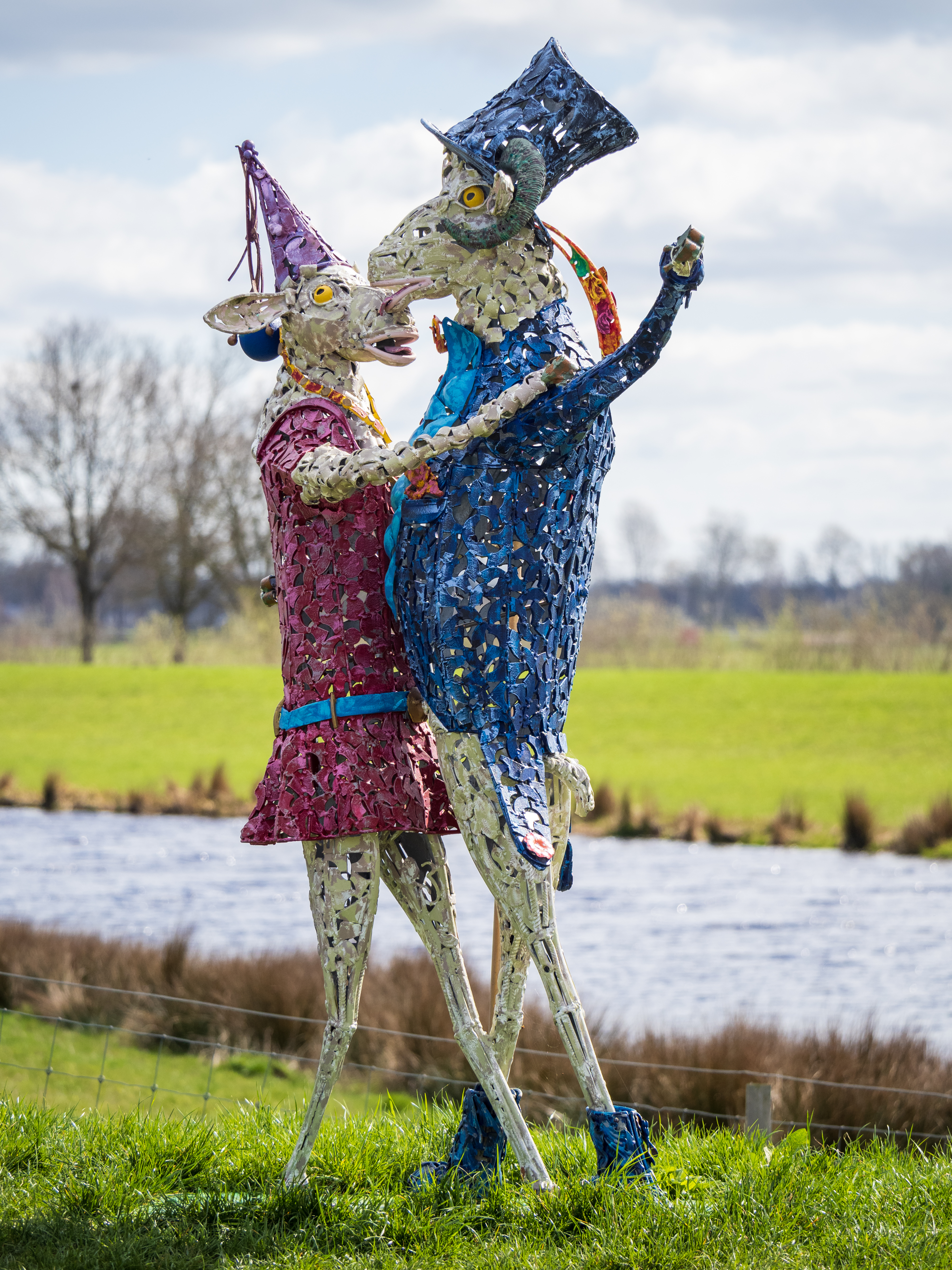
„Tanzende Schafe“ beim Aper Tief
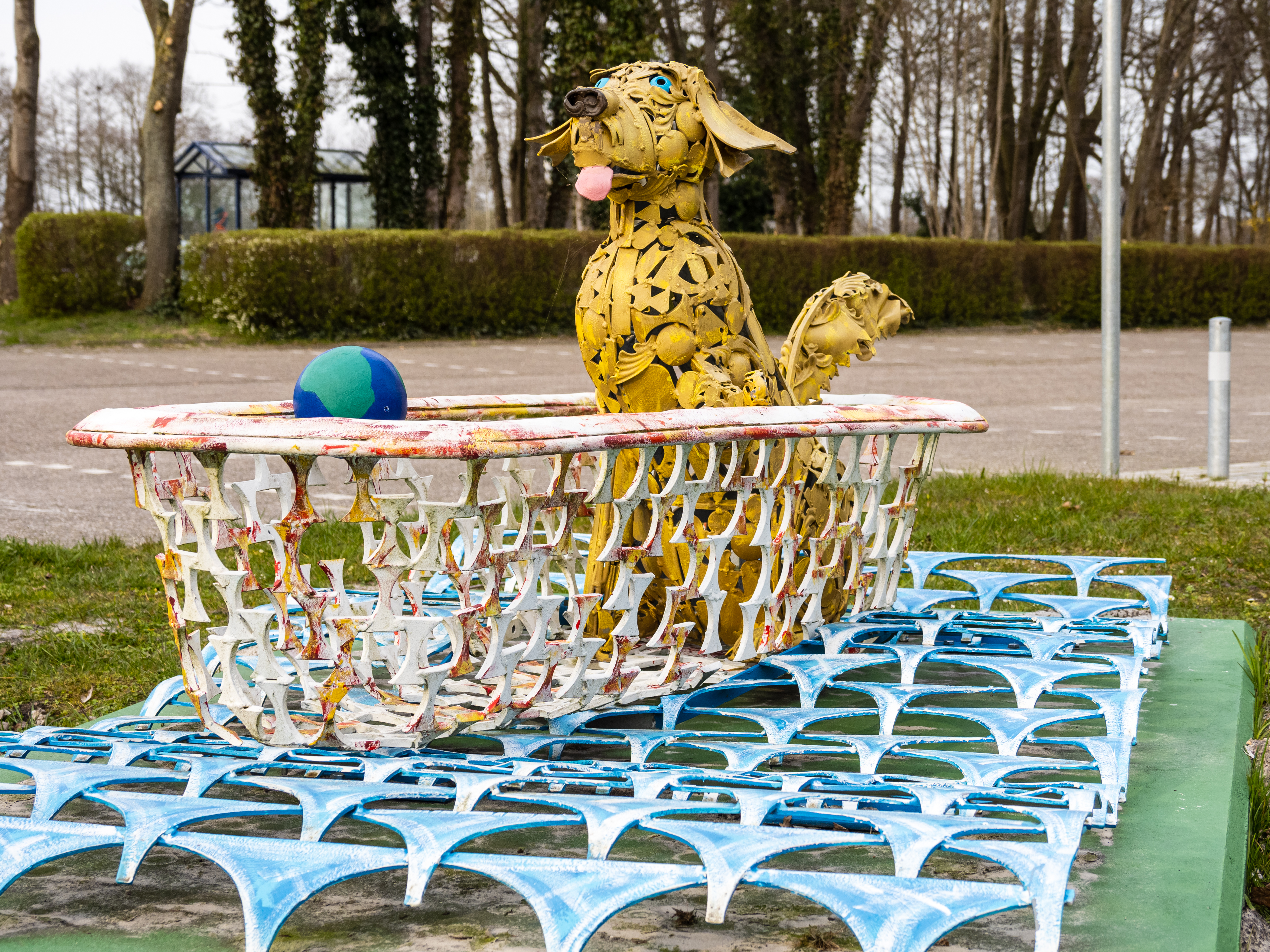
Hund in Badewanne beim Freibad Hengstforde
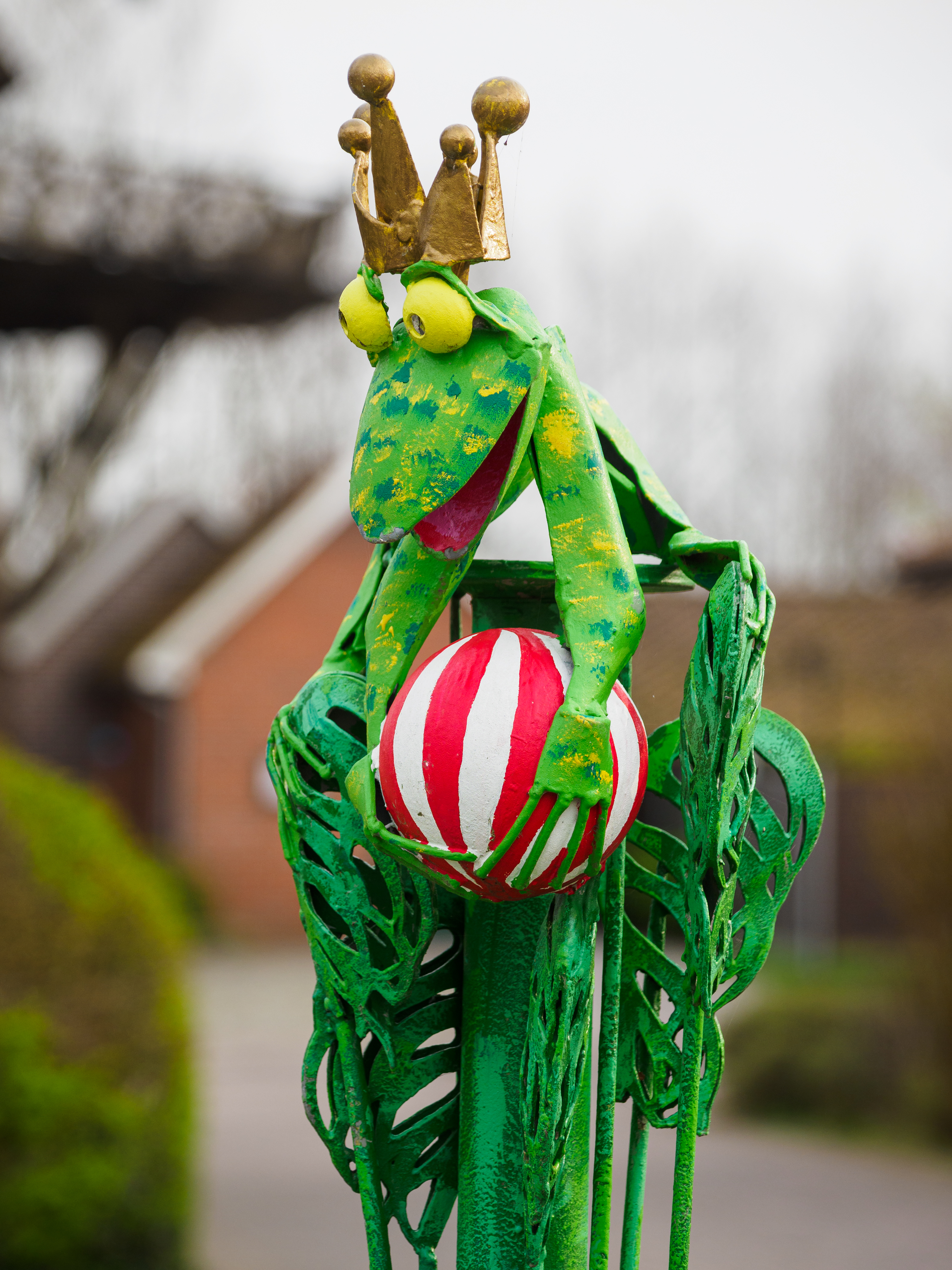
Froschkönig beim Freibad Hengstforde
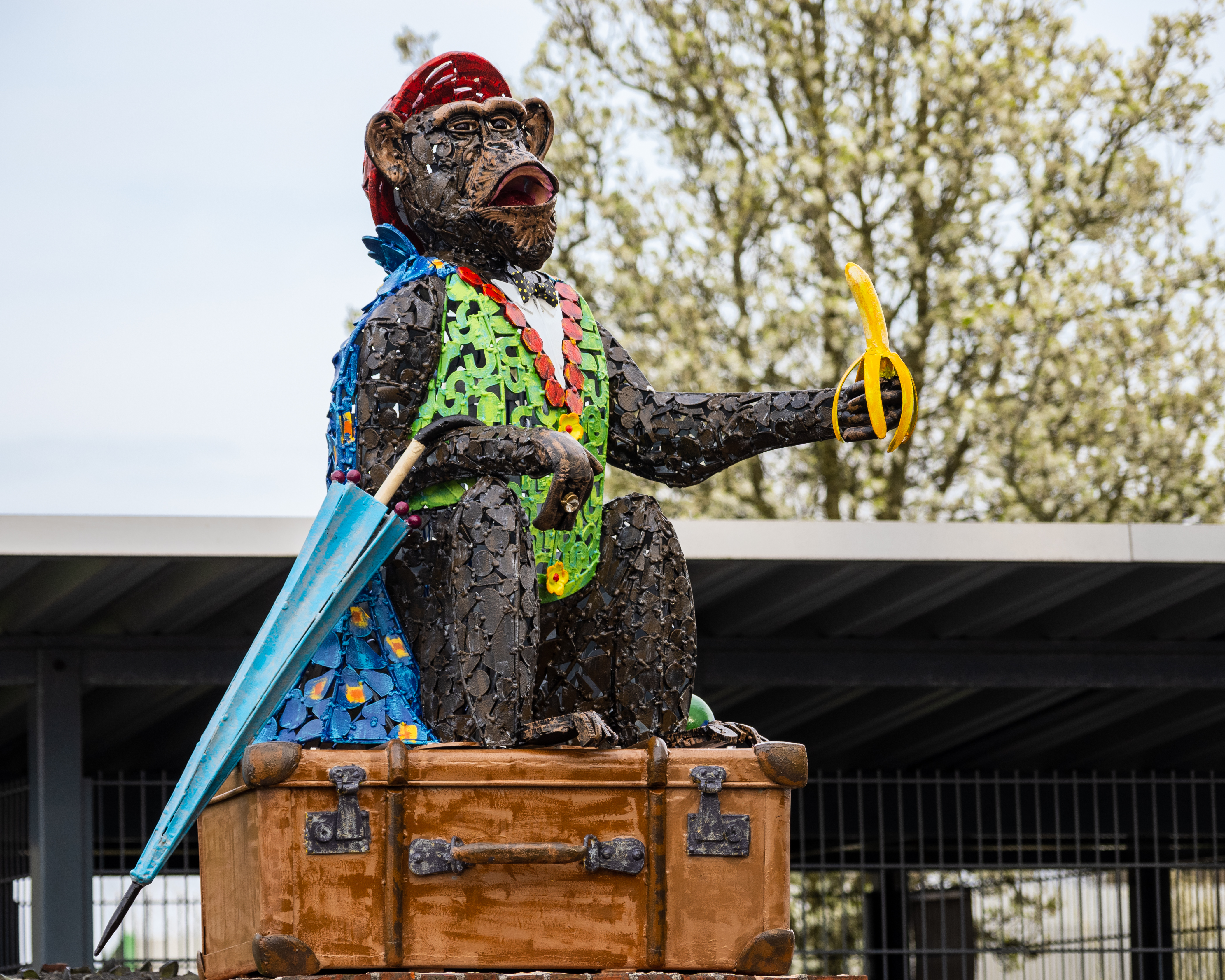
Bei der Eisenhütte in Augustfehn
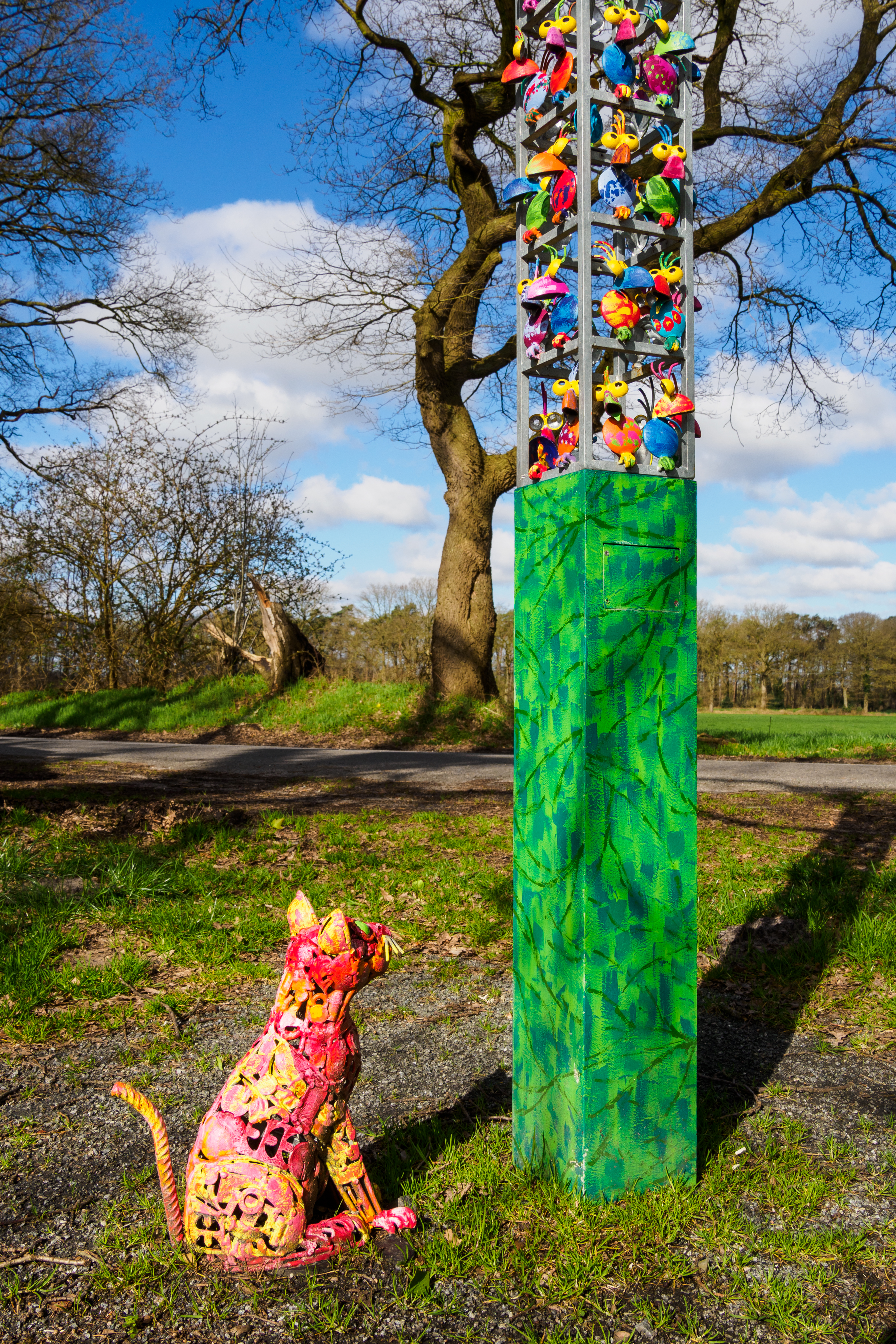
Lieblingsort Schutzhütte Katze und Vögel, Apermarsch

### Theater
- Männeken-Theater im Foyer des Freibads in Hengstforde zum Winterhalbjahr, Figurentheater „Annes Bühne“
- Plattdeutsches Theater, „Tanger-Speelköppel“ (Saisontheater)

### Museen
- Ammerländer Schinkenmuseum; älteste Schinkenräucherei des Ammerlandes, gegr. 1748. Als „aktiver“ Zeuge der althergebrachten Ammerländer Schinkenfertigung widmet sich das Schinkenmuseum heute insbesondere dem Erhalt der Bentheimer Landschweine.
- Eisenhütte mit Ausstellungsstücken aus der Eisenverarbeitung

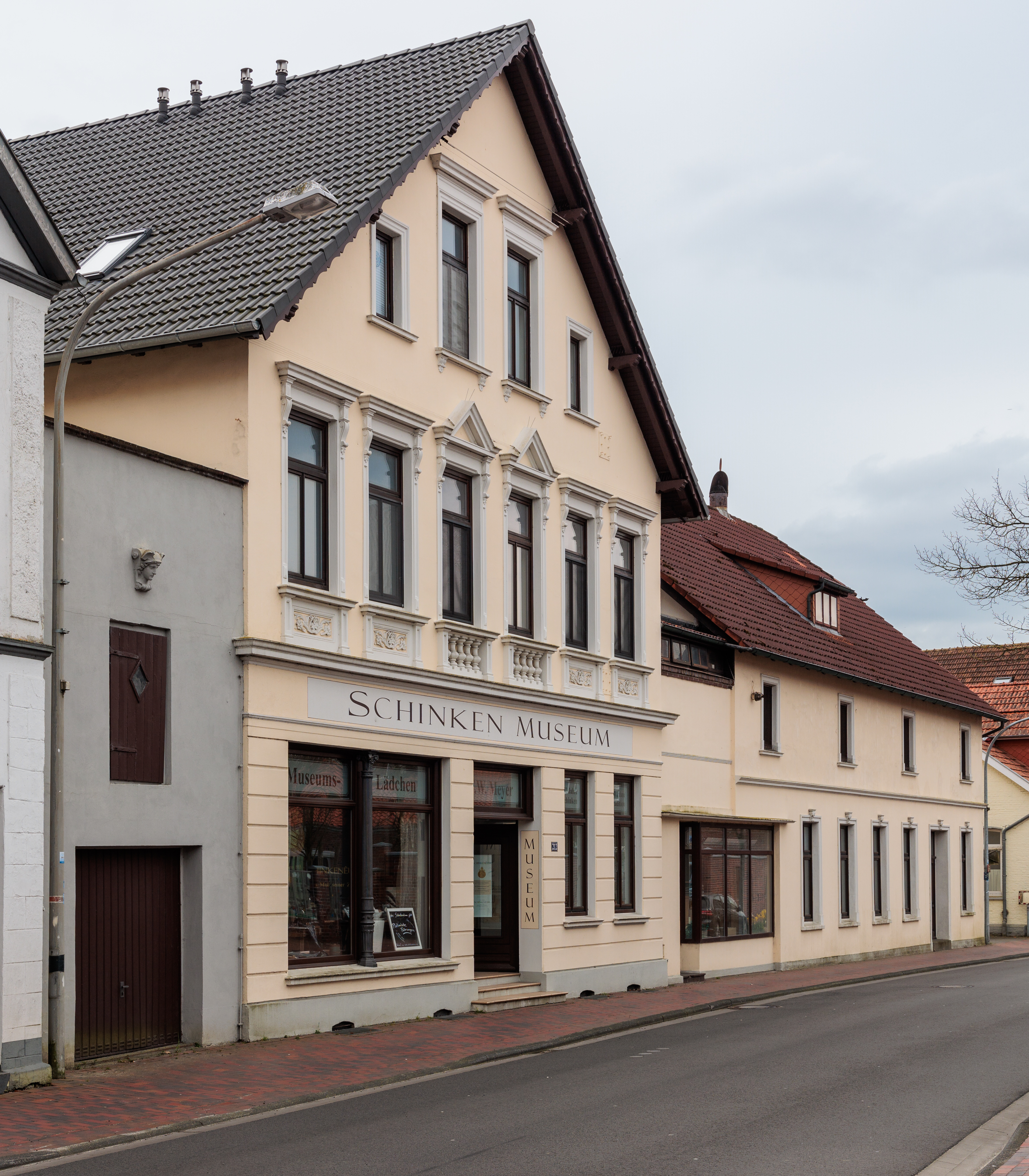
Schinken-Museum

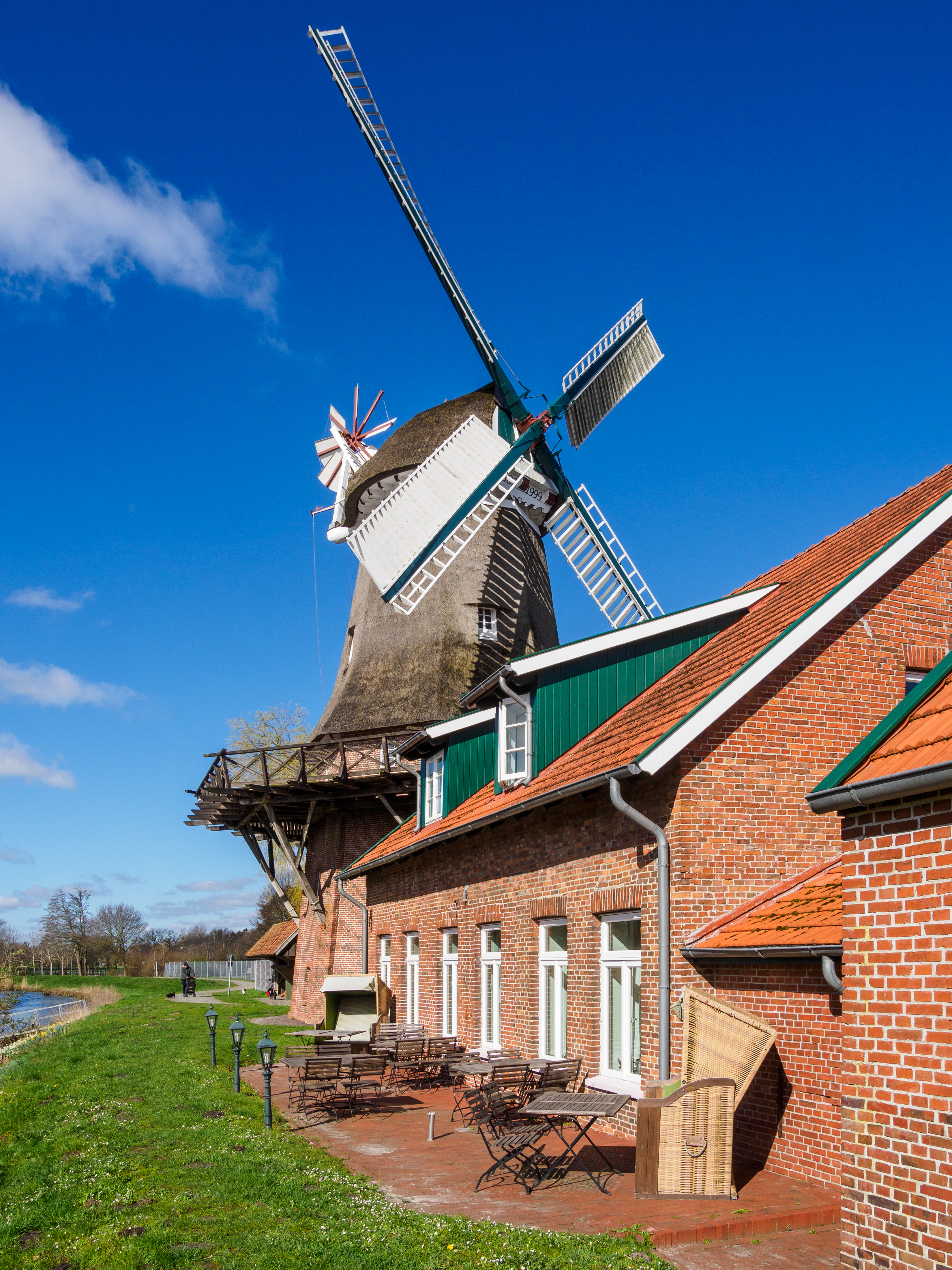
Hengstforder Mühle mit Müllerhaus

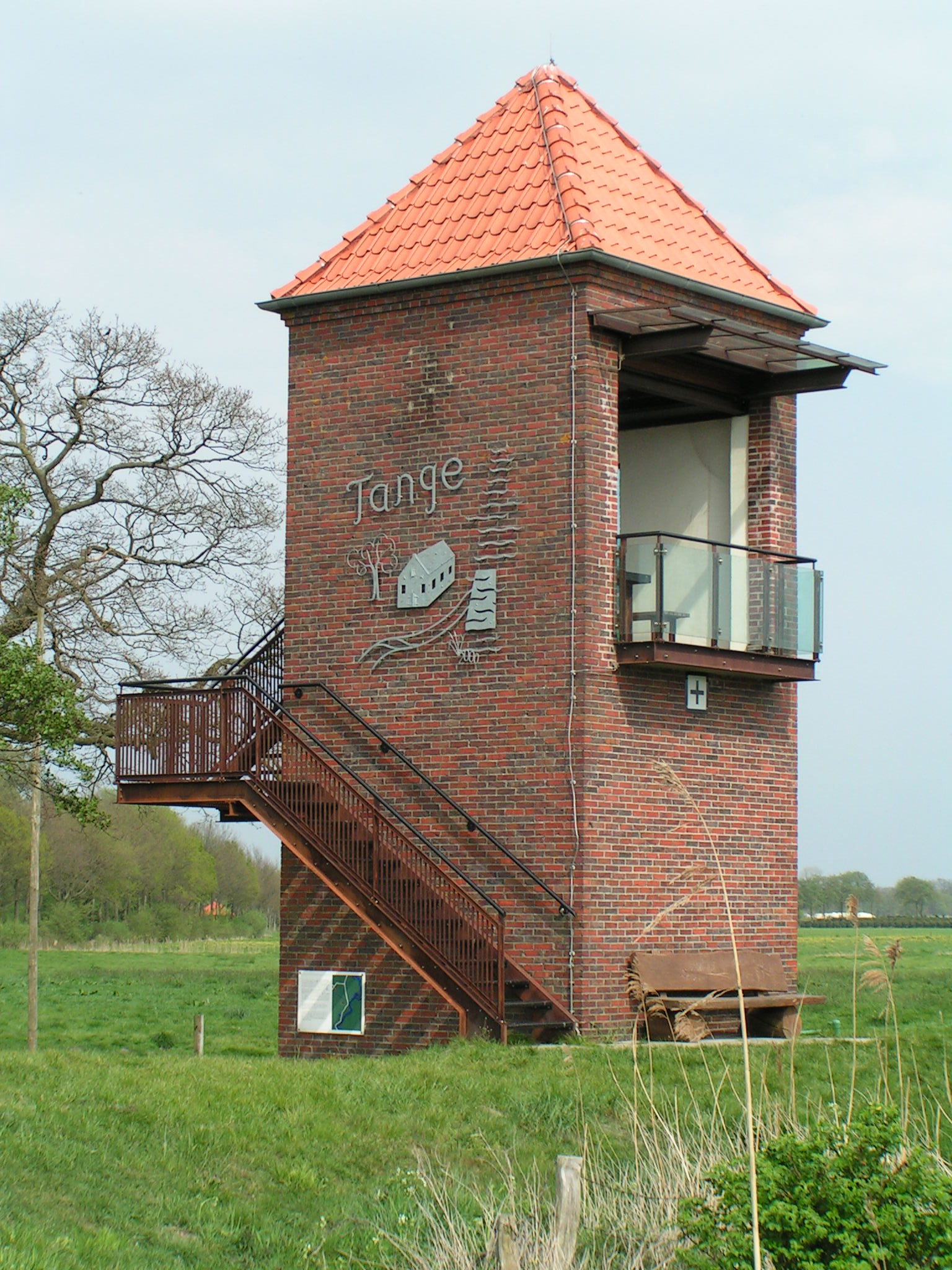
Landschaftsfenster „Wasser“ in Tange

### Musik
In der Gemeinde pflegen, neben den Schulen, mehr als ein Dutzend Vereine und Institutionen Musik, darunter ein Shanty-Chor, eine Drum and Marching Band, Ten Sing und Jagdhornbläser.

### Regelmäßige Veranstaltungen
Zu den zahlreichen regelmäßigen Veranstaltungen gehören u. a. der Aper Markt, Traditionsfest mit Jahrmarkt-Charakter (einer der ältesten des Oldenburger Landes), das Apen Air Festival (Punkrock), der Weihnachtsmützenlauf (10,5 Kilometer und Bambinilauf) durch die winterliche Gemeinde am dritten Adventssonntag mit über 1000 Teilnehmern mit Weihnachtsmütze zu Gunsten karitativer Zwecke, das Fest der 1000 Laternen in Augustfehn (letztes Juliwochenende), der Frühtanz Tange zu Pfingsten, das Boßelfest des Heimat- und Boßelvereins Klauhörn, traditionelles Kornmähen Aperberg, Schützenfest Godensholt, das Kartoffelfest der Klüterjungs Godensholt und die traditionellen Osterfeuer in vielen Bauerschaften am Karsamstag oder Ostersonntag.

### Sport, allgemein
Es bestehen mehr als zwei Dutzend Sportvereine in der Gemeinde, darunter auch drei Boßelvereine.

### Motorsport/Motorrad
In der Gemeinde gibt es mehrere Motorsport-Vereine. Ferner hat sich in Augustfehn durch den überregionalen Handel und auch erweiterte Dienstleistungen für Motorräder und Zubehör eine motorrradfreundliche Kultur entwickelt. Seit mehr als 30 Jahren findet im Frühjahr das Bikerfest – Frühlingstreff – im Fehnort statt. Es ist eines der größten Motorradtreffen des Weser-Ems-Gebietes. Der Ort wird in der Presse dann nicht selten Bikerfehn genannt.

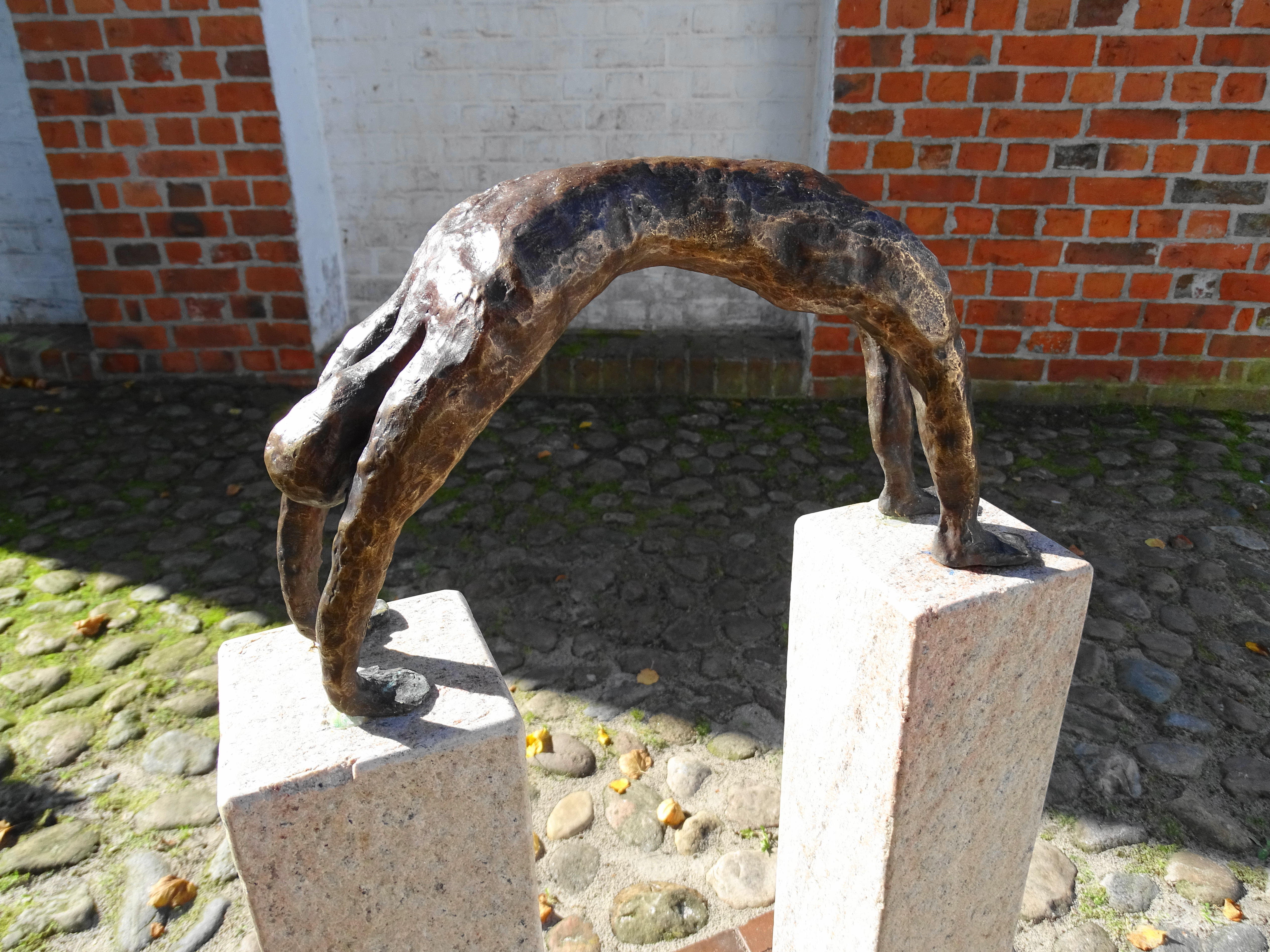

### Ehrenamt-Würdigung
Die Gemeinde würdigt Personen oder Personengruppen durch den jährlichen Preis Aper Brückenbauer; zudem veranstaltet sie alle drei Jahre den Abend der Aper Akteure als Dankeschön für ehrenamtliches Engagement im Gemeindeleben.

### VerbrauchsstiftungKultur und Bildung
Es existiert eine Verbrauchsstiftung Kultur und Bildung, von der auf Antrag jährliche Förderungen mit bis zu 3000 Euro unterstützt werden.

## Wirtschaft und Infrastruktur

### Ansässige Unternehmen
Die ansässige Wirtschaft ist überwiegend geprägt vom produzierenden Gewerbe. Der Schwerpunkt liegt im Bereich der Metallverarbeitung und dem Maschinenbau. Bekanntestes Unternehmenen ist AMF-Bruns, ein Umrüster für behindertengerechte Automobile und Transporter.
Der stationäre Handel, Dienstleistungen und das Handwerk für den Endverbraucher organisieren sich im Gewerbekreis Apen und der Augustfehner Werbegemeinschaft. Ein weiterer großer Zusammenschluss aller Unternehmungen ist das Business Netzwerk Apen, initiiert und organisiert durch die kommunale Wirtschaftsförderung.

### Verkehr

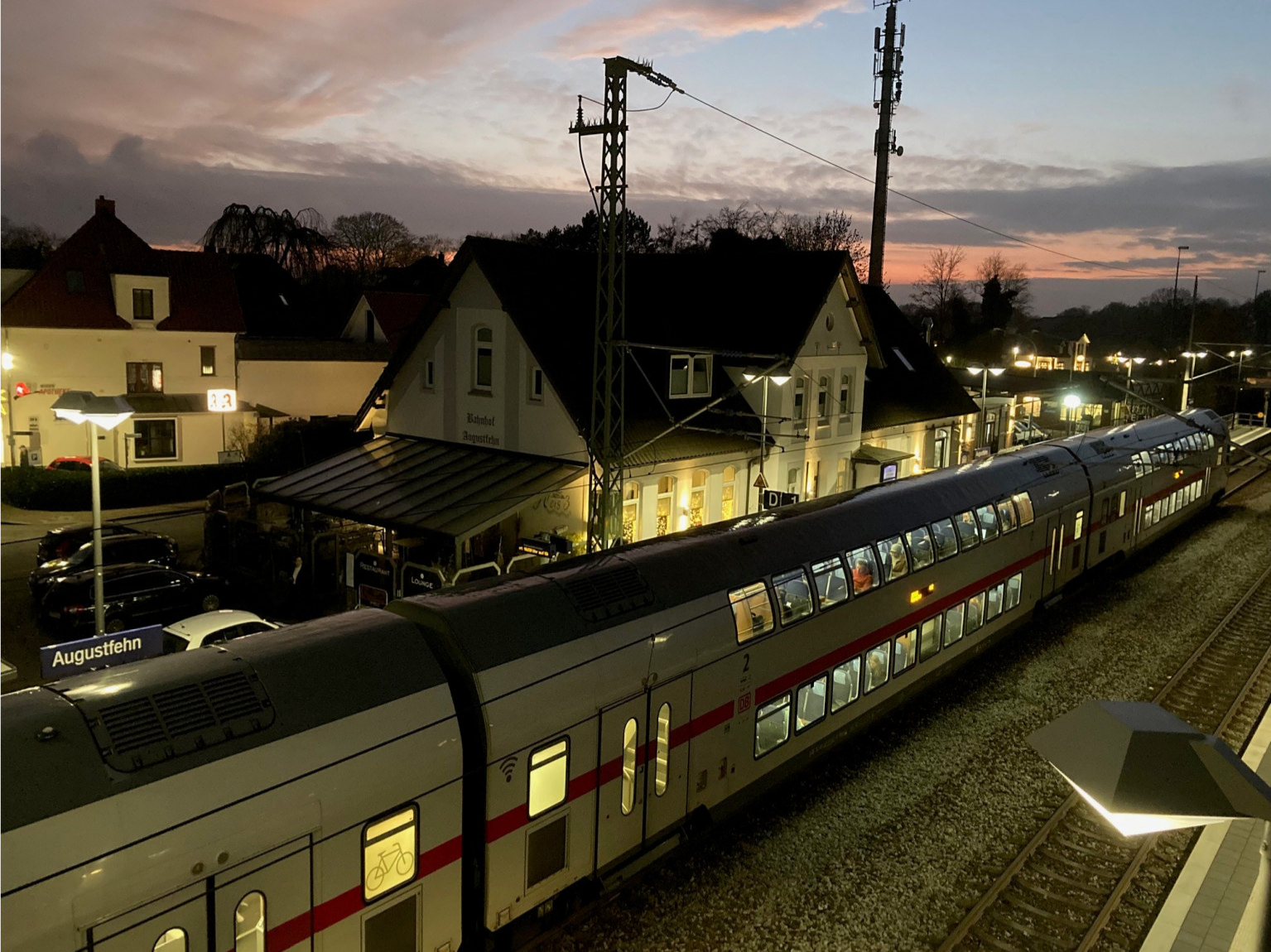
Denkmalgeschützter Bahnhof Augustfehn

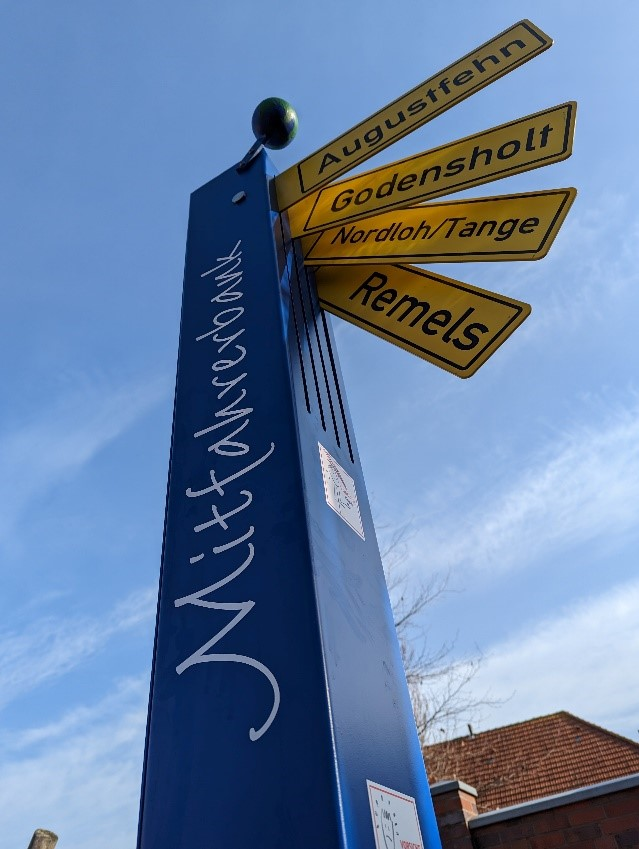
Mitfahrerbank Apen Richtungsanzeige

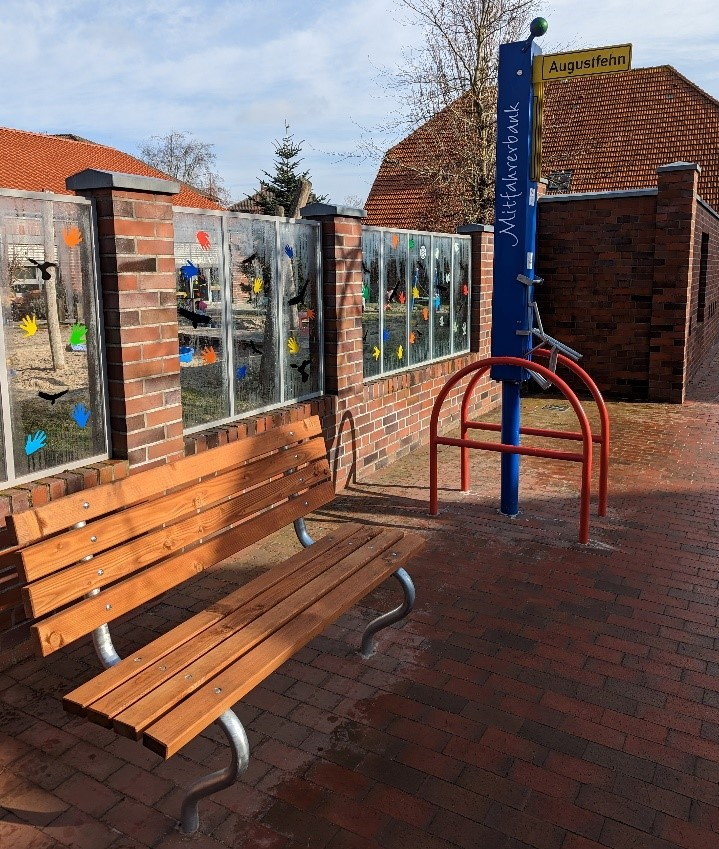
Ensemble Mitfahrerbank Apen

#### ÖPNV – Bahn und Bus
Mit der Einweihung des (ehemaligen) Dockgeländes am Bahnhaltepunkt Augustfehn wurde im September 2023 ein barrierefreier Bahnhaltepunkt eröffnet. An der Bahnstrecke Oldenburg–Leer gelegen, wird der Haltepunkt von der Linie RE1 (Norddeich-Hannover) bedient.
Folgende Buslinien fahren den Bahnhof Augustfehn an:
- 356 Rostrup – Ocholt – Augustfehn
- 361 Apen – Ihausen – Augustfehn
- 362 Nordloh – Godensholt – Apen – Augustfehn
- 363 Aperberg – Nordloh – Tange – Augustfehn – Apen
- 364 Vreschen-Bokel – Augustfehn – Apen
- 366 Westerstede – Apen – Augustfehn
- 369 Ihorst – Augustfehn – Apen – Westerstede
- 470 (Fehntjer Bus) Wiesmoor - Remels Augustfehn
- 623 Leer – Filsum – Detern – Augustfehn
- 673 Apen – Augustfehn – Hollen – Veenhusen
- 689 Ocholt – Apen – Augustfehn – Veenhusen
- S90 (Soeste Sprinter) Cloppenburg – Friesoythe – Barßel - Augustfehn

#### Straßen und Wege
Etwa 2 km nördlich verläuft die Bundesautobahn 28 in Ost-West-Richtung. Die Autobahn A 28 grenzt mit der Abfahrt Apen/Remels unmittelbar an die größten Orte Apen und Augustfehn. Seit 2013 besteht Anschluss an das Knotenpunkt-Radroutennetz mit Ausschilderungen zu den ostfriesischen Nachbarn. Apen ist die erste Gemeinde des Ammerlandes, die dieses aus den Niederlanden stammende Ausschilderungs-System flächendeckend eingeführt hat. Zwei regionale Routen sind die Ammerland-Route sowie die Deutsche Fehnroute, die sich in Apen kreuzen.

#### Mitfahrerbänke
Als Ergänzung zum bestehenden ÖPNV-Angebot und als touristischer Hingucker und attraktiver Rastplatz findet man im Gemeindegebiet insgesamt elf Aper Mitfahrerbänke. Das Prinzip der Mitfahrerbank fußt auf der Idee des Trampens. Setzt man sich auf diese Bank, signalisiert man Vorbeifahrenden „Ich suche eine Mitfahrgelegenheit“. Gerade im ländlichen Raum, wo „man sich kennt“, ein durchaus verbreitetes Angebot.
Jeder Aper Standort beinhaltet neben einer klassischen Bank eine von einem örtlichen Maschinenbaubetrieb entwickelte Stele, an der sich eine von vier Fahrtrichtungen auswählen lässt, in die man mitgenommen werden möchte.

### Bildung

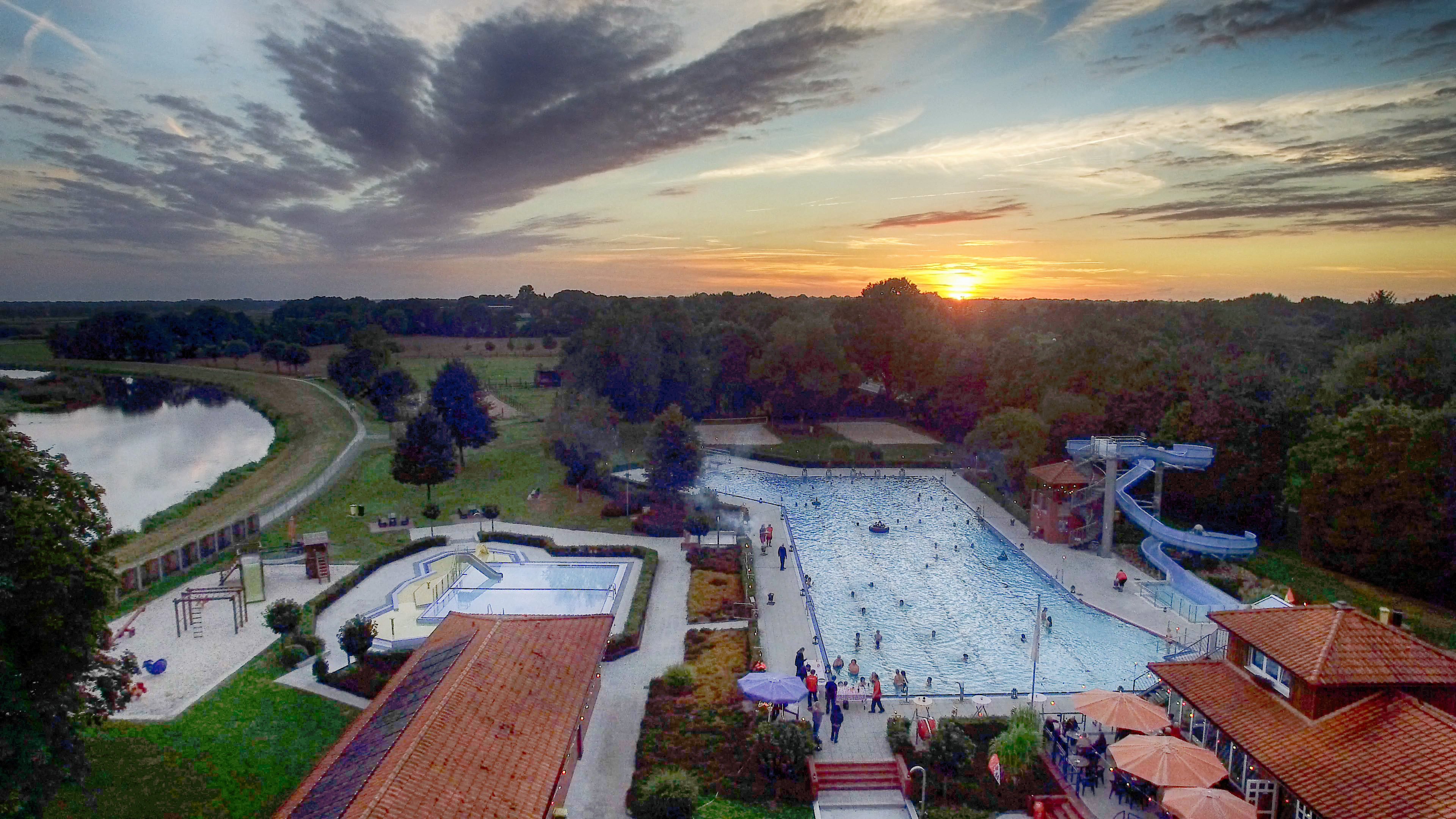
Freibad Hengstforde

In der Gemeinde gibt es folgende Schulen:
- Janosch-Grundschule Augustfehn I
- Grundschule Apen
- Grundschule Nordloh
- Integrierte Gesamtschule (IGS) Augustfehn

Daneben bestehen neun Kindertagesstätten. Träger der fünf Kindergärten und vier Krippen in der Gemeinde Apen ist die evangelisch-lutherische Kirchengemeinde. Die Festsetzungen der Kindergarten- und Krippenbeiträge erfolgen jedoch über die Gemeindeverwaltung.

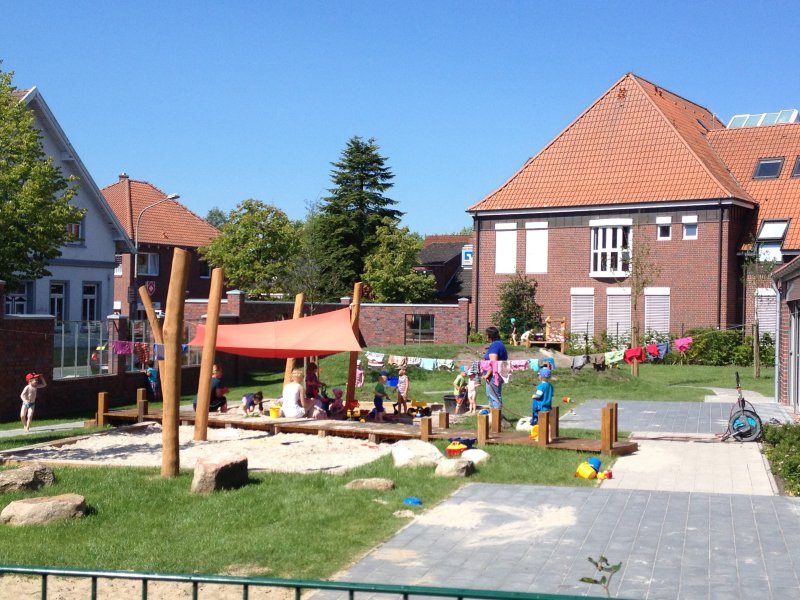
Krippe „Wichtelhuus“
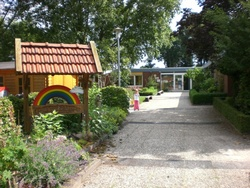
Kindertagesstätten „Unterm Regenbogen“ und „Sonnenland“
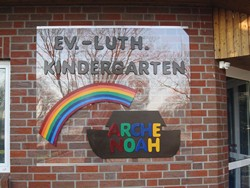
Kindergarten „Arche Noah“
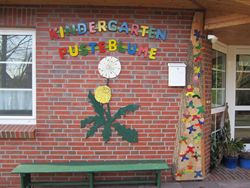
Kindergarten „Pusteblume“
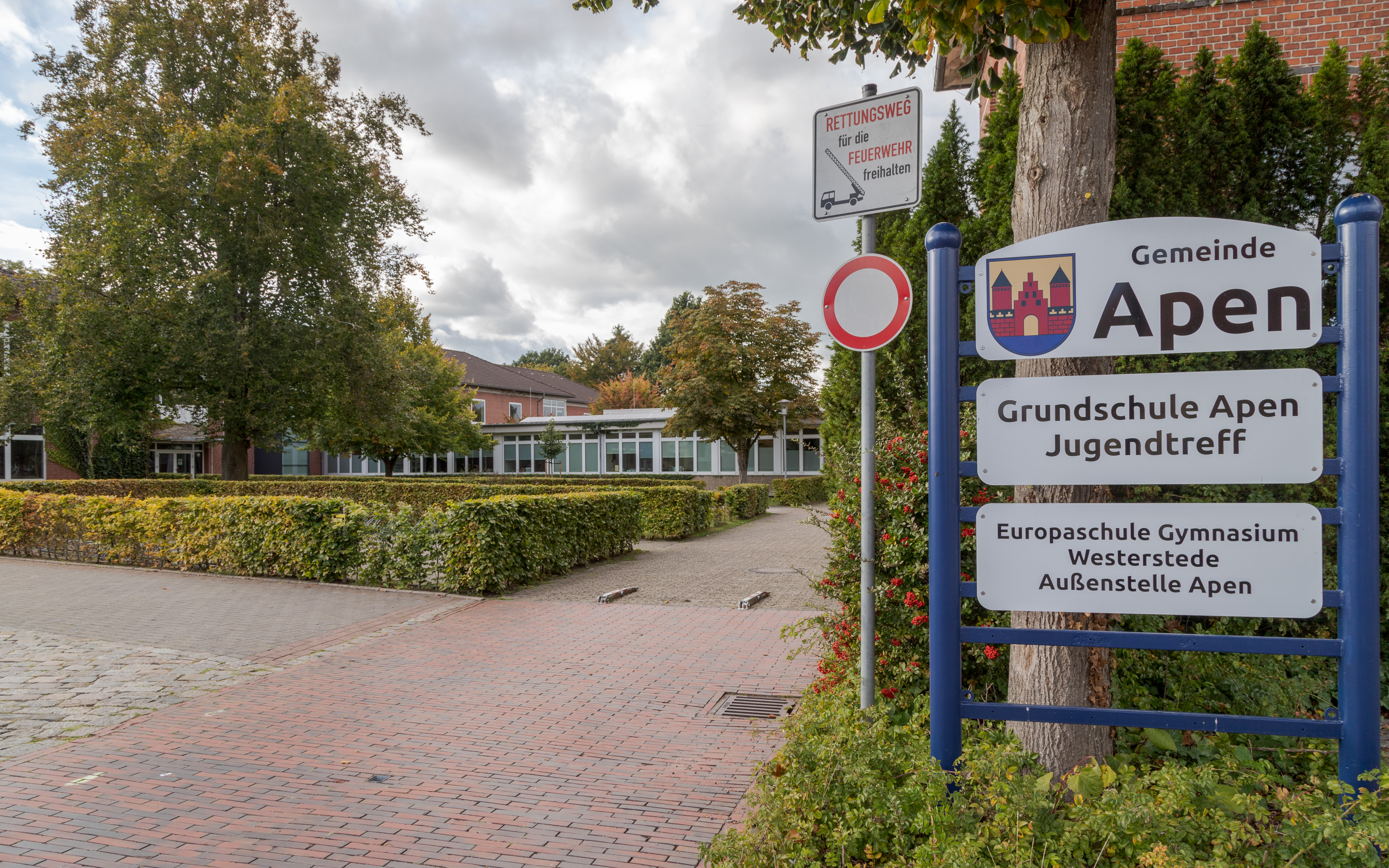
Schulen in Apen

### Öffentliche Einrichtungen
In Hengstforde befindet sich das Freibad Hengstforde mit 50-m-Becken und 70-m-Großrutsche mit einer Wassertemperatur von 24 bis 25 Grad Celsius. Der Zugang zum Becken für Menschen mit einer Gehbehinderung ist über technische Hilfsmittel gewährleistet.
Der Jugendtreff „Dock 20“ bietet Kindern und Jugendlichen ab der 5. Klasse Möglichkeiten zur Freizeitgestaltung, während der Öffnungszeiten betreut von pädagogischen Mitarbeitern.

## Persönlichkeiten
- Christian von Apen (gen. von 1590 bis 1604), Maler
- Oltmann Thyen (* 1821 † 1891), deutscher Reeder
- Johann Diederich Thyen (* 1825 in Apen; † 1904), deutscher Landwirtschaftslehrer
- Heinz Niemann (* 1886 in Detern; † 1966 in Augustfehn), Arzt in Augustfehn und MdL des Oldenburgischen Landtages
- Heinrich Rothenburg (* 1884 † 1965 in Godensholt), deutscher Politiker (DDP, 1923–1925)
- Peter Suhrkamp (* 1891 † 1959) Reformpädagoge und Verleger – erste Volksschullehrerstelle in Augustfehn i. O. 1911
- Alice Peters-Ohsam (* 1929 † 2021), Bildhauerin
- Ursula Hinrichs (* 1935), Schauspielerin
- Bernhard Franke (* 1922 † 2004), Grafiker und Maler. Franke verbrachte ab 1992 seinen Lebensabend in der Wahlheimat Augustfehn.
- Wilfried Huismann (* 1951), Journalist
- Rainer Scheithauer (* 1953 † 2005), Rektor der Hochschule Furtwangen
- Sylvia Lott (* 1955), Journalistin und Autorin
- Claudia Grötzebach (* 1964), PR-Beraterin, Coach und Autorin
- Friedo de Vries (* 1964), Präsident des Landeskriminalamtes in Hannover (Mai 2018 - Mai 2025), seit Mai 2025 Polizeipräsident der Polizeidirektion Osnabrück
- Björn Meyer (* 1981), Mitglied des Niedersächsischen Landtages (MdL) für den Wahlkreis Ammerland (ohne Rastede) ab November 2022